# 天籟庵

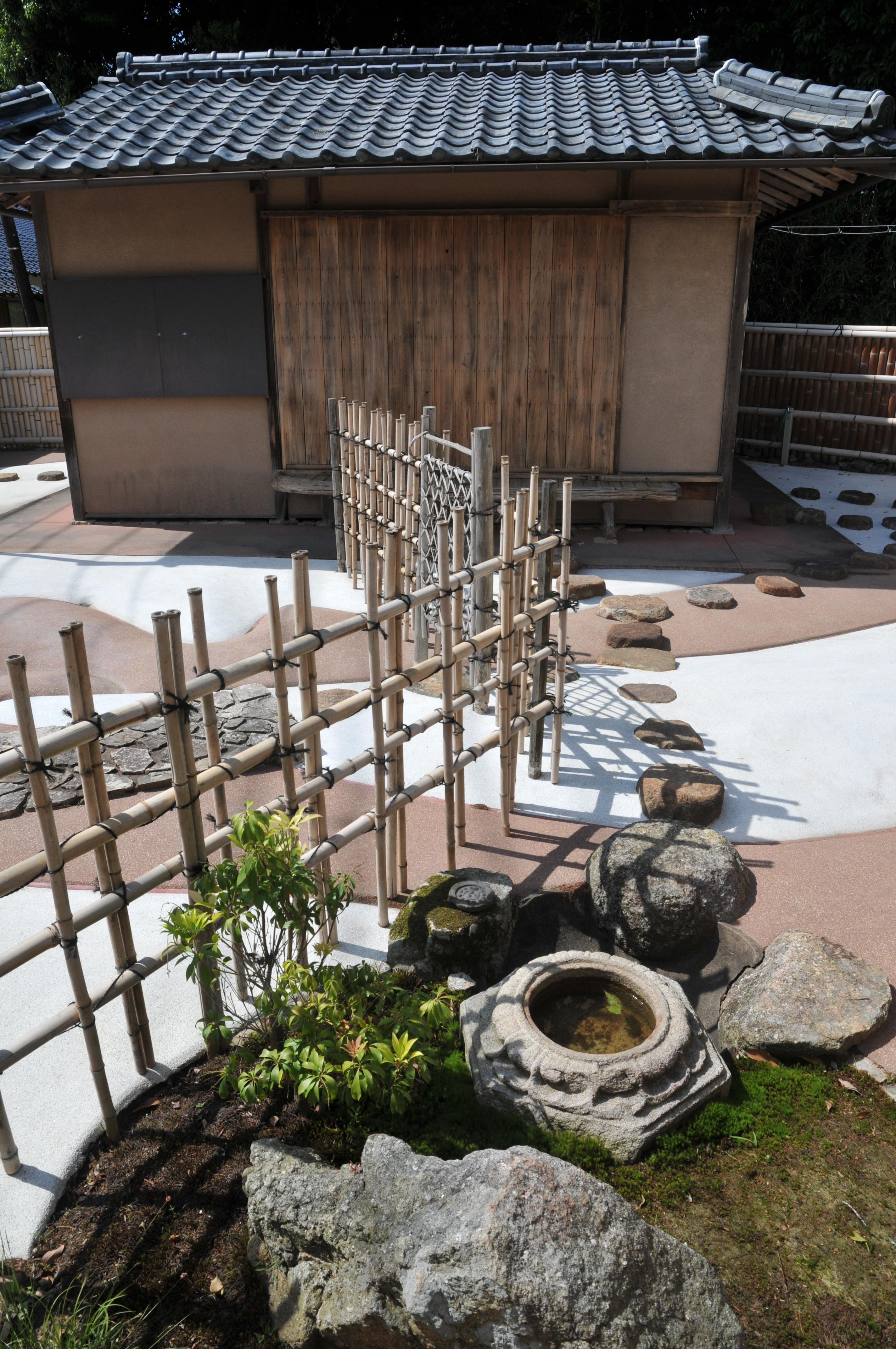
天籟庵

天籟庵（てんらいあん）は、岡山県加賀郡吉備中央町吉川にある茶室および庭園である。吉川八幡宮の西側にあり、当地出身の作庭家・重森三玲が設計した。吉川公民館の敷地内にある重森三玲記念館に隣接する。

## 概要
農家の5人兄弟の長男として生まれ、この茶室は三玲が18歳の時、最初に手がけた作品で、元来は三玲の生家にあったものを当地に移築した。大正2年（1913年）に設計、翌、大正3年（1914年）父親の建築により完成。四畳半には、真・行・草の三床を設けた茶室と、三畳の水屋から成る。
昭和44年（1969年）に、三玲が指揮し現在地に移築された。庭はコンクリートで造られており草木はほとんど無い。人を常駐させ草木や苔の維持管理をすることは不可能との理由から、三玲自身がこのような庭を設計した。移築に際しては、京都から職人を呼び工事を行った。隣接する八幡宮に因んで、八幡神は海神であるとの解釈から、セメントに色粉を混ぜ2色のコントラストにより海と波をイメージして作庭されている。竹垣は八幡の文字をデザインしたものである。つくばいは鎌倉時代のものを使用し、飛び石には京都の鞍馬石を使用している。
平成11年（1999年）2月17日、国の登録有形文化財となった。

## 参考資料
- 現地案内板
- 『重森三玲　庭園の全貌』 中田勝康 著・写真、2009年、学芸出版社